# Gipfelstürmer – Das Berginternat
Gipfelstürmer – Das Berginternat ist eine deutsche Fernsehfilmreihe, die im Auftrag des ZDF von der all-in-production GmbH produziert wurde. Die Reihe lief von April 2019 bis Juli 2020 und die Folgen haben eine Länge von 90 Minuten. Die Erstausstrahlung erfolgte jeweils am Donnerstagabend zur Hauptsendezeit. Im Mittelpunkt der Handlung stehen Geschichten über die Schüler und Lehrer von Schloss Bergbrunn, einem Sportinternat in Oberbayern. Am 16. Juni 2020 stellte das ZDF die TV-Reihe mit der 5. Folge (Sehtest), die am 30. Juli ausgestrahlt wurde, ein.

## Inhalt

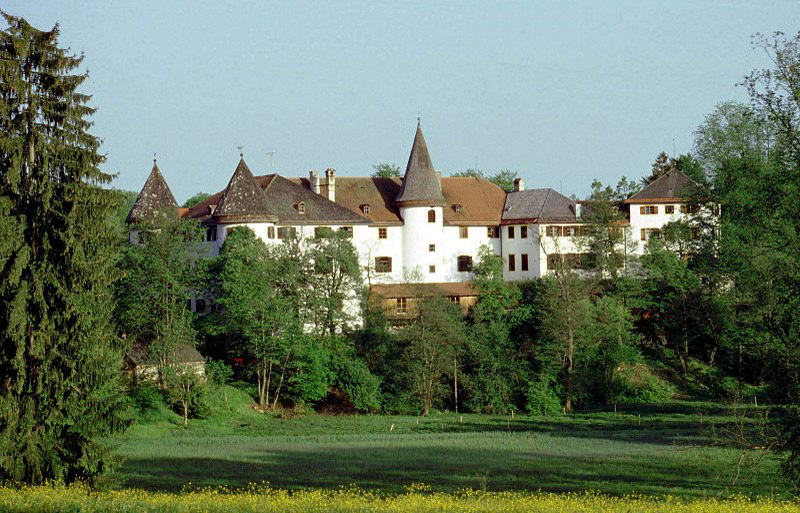
Schloss Reichersbeuern nahe Bad Tölz bildet die Hauptkulisse für das Berginternat im Film

Eigentlich hatte sich Josef Eder erhofft, das Schloss Bergbrunn zu erben, doch sein Vater entschied sich anders und vermachte es dessen Halbschwester Gitta. Gitta entwickelt nun, anstatt Josefs Pläne zu betrachten, ein Sportinternat, um den jungen Leuten des Ortes eine Heimat zu geben. Damit das Internat die Schüler nicht überfordert, bittet sie die Sozialpädagogin Nele Seitz, die nach dem Tod ihres Vaters einen Neuanfang beginnen will, ihr zu helfen. Durch verschiedenste Probleme mit den Behörden und den Schülern untereinander entstehen Geschichten, die von Wettbewerb, Risikobereitschaft, Schnelligkeit und Konkurrenz geprägt sind.

### Folge 1 – Die Neue
Nach dem Tod ihres Vaters und der Trennung von ihrem Freund sucht Nele Seitz, Sozialpädagogin aus Köln, den Neuanfang. Zufällig bekommt sie von ihrer früheren Dozentin und Mentorin Gitta Engel ein verlockendes Angebot. Diese hat kürzlich in der bayerischen Provinz die Leitung eines Sportinternats übernommen und will die Einrichtung unter ihrer Hand zu internationalem Renommee führen.
Sie engagiert sie die junge Sozialpädagogin, um so das bestehende Lehrer-Kompetenzteam für junge Leistungssportler sinnvoll zu ergänzen. Der angestammten Lehrkörper steht dieser Entscheidung durchaus kritisch gegenüber und Nele wird nach ihrer Ankunft schnell klar, dass hier nicht nur die Schüler einer sozialen Nachhilfe bedürfen. Sie lässt sich aber davon nicht beeindrucken und gewinnt recht bald nicht nur das Vertrauen der jungen Sportler. Um Konstantin Berz muss sie sich zuerst kümmern. Der junge Star-Mountainbiker hat eine große Internet-Fangemeinde und ist der kommende Star der Schule.
Seit einigen Wochen ist Konstantin aber völlig außer Kontrolle und scheinbar bereit, für seinen Erfolg jeden Preis zu zahlen. Er unternimmt immer noch waghalsigere Radtouren, um diese zu filmen und ins Netz zu stellen. Darüber hinaus rebelliert er bei jeder sich bietenden Gelegenheit gegen alles und jeden und hat Schwierigkeiten, sich in den Griff zu bekommen. Auch die junge Referendarin Isabelle Zieglitz benötigt Neles Aufmerksamkeit. Auch sie bekommt natürlich Konstantins Launen zu spüren, wird darüber hinaus aber auch von anderen Schülern gemobbt und weiß nicht warum. In diesem Zusammenhang gerät Konstantin in Verdacht, gegen Isabell ein gefälschtes Handyfoto in der Hand zu haben. Nele versucht die Hintergründe herauszufinden und gleichwohl auch zu Konstantin durchzudringen. Letztendlich gelingt es ihr, den Sportler wieder „einzufangen“ und so auch die Geschehnisse um Isabell Zieglitz aufzuklären.

### Folge 2 – Flieg, Liv, flieg!
Auf der 16-jährigen Weitspringerin Liv Sellmann lastet ein großer Druck, denn das Ruder-Team des Sportinternats musste sich leider bei einem wichtigen Wettkampf der Konkurrenz geschlagen geben. Sie muss nun unbedingt den Sprung in den Kader des Deutschen Leichtathletik-Verbands schaffen, damit Schloss Bergbrunn das Premium-Siegel des Kultusministeriums behalten darf und die damit verbundene und dringend benötigte finanzielle Förderung nicht verloren geht.
Doch Liv ist der Situation momentan einfach nicht gewachsen. Schon seit einiger Zeit sind ihre sportlichen Leistungen eingebrochen und ihre ehrgeizige Mutter macht ihr ständig Vorhaltungen. Auch steht eine wichtige Klausur an, die sie belastet, und ihr offensichtlicher Widerwillen gegen einen Bluttest wirft auch Fragen auf. Nele versucht, Liv zu unterstützen, ihr den Druck zu nehmen, und will unbedingt herausbekommen, was in dem Mädchen vorgeht. Als dann Livs ehrgeizige Mutter ihren Besuch im Internat ankündigt, wird sie aber auch zwangsläufig mit ihrer eigenen Vergangenheit als hoffnungsvolle Leichtathletin konfrontiert. Das macht die Sache nicht unbedingt einfacher, denn immerhin brachte es Marie Sellmann zu Olympiagold und wurde damals von Neles Vater Bernie Seitz trainiert.
Aber auch über Schloss Bergbrunn hängen dunkle Wolken, denn angeblich ist der Kaufvertrag ungültig, mit dem seinerzeit der Vater von Direktorin Gitta Engel das Anwesen erworben hat. – Für sie würde das den Verlust des Internats bedeuten. Zwar ist sie sich sicher, dass ihr Halbbruder Josef Eder dahintersteckt, aber um diesem Dauerkontrahenten Paroli bieten zu können, ist Gitta auf die Hilfe und das Verständnis von Richterin Ingeborg Paulus angewiesen.

### Folge 3 – Wir sind anders
Amir Fareedi und Philipp Sander sind die Spitzen-Rennrodler im Doppelschlitten am Sportinternat und eigentlich ein eingespieltes Team. Seit einiger Zeit gibt es aber Spannungen und Anfreindungen zwischen den beiden, von denen auch das übrigen Team schon genervt ist – schließlich steht allen ein wichtiger Wettkampf bevor, auf den es sich vorzubereiten gilt. Ein erneuter Streit zwischen beiden endet bei einem routinemäßigen Trainingslauf letztendlich in einem schweren Sturz des aussichtsreichen Doppelsitzers und macht es Amir und Philipp unmöglich, am Wettbewerb teilzunehmen.
Um die Teilnahme von Schloss Bergbrunn an diesem wichtigen am Wettkampf sicherzustellen, wird fieberhaft nach Lösungen gesucht. Ein möglicher Ersatzmann wäre Uschi Simmers Sohn Ben, der zwar ein begnadeter Rodler ist, dessen Einsatz aber reichlich Zündstoff mit sich bringt. Vor drei Jahren hatte er einen schweren Unfall mit dem Schlitten, bei dem sein Vater ums Leben kam und er auch selbst schwer verletzt wurde. Noch immer geht er an Krücken und ist eigentlich auch nur zur weiteren Genesung bei seiner Mutter Uschi auf Schloss Bergbrunn zu Gast, zu der er seit dem Unfall ein distanziertes Verhältnis hat. Ohnehin wird seine Teilnahme als körperlich eingeschränkter Sportler von vielen infrage gestellt. Ben gelingt es aber, dem Rodler-Team bei der Wettkampfqualifikation zunächst doch zum erhofften Erfolg zu verhelfen, was der Gemeinschaft auf Bergbrunn endlich wieder einen neuen Zusammenhalt beschert. Gut so, denn als das Team aufgrund seiner Behinderung dann doch vom Wettkampf ausgeschlossen werden soll, halten alle zusammen und kämpfen erfolgreich für ihr Recht. Auch Mutter und Sohn nähern sich wieder an und können so erstmals gemeinsam den Todestag seines Vaters begehen.
Auch zwischen der Leichtathletiktrainerin Bianca Racke und ihrem Sohn Sebastian gibt es Spannungen. Sebastian steht auf Bergbrunn zwar kurz vor dem Abitur, aber Sozialpädagogin Nele Seitz findet heraus, dass sein Abschluss in Gefahr ist. Für sie wird es nicht leicht, Sebastian zu helfen und gleichzeitig die leistungsbesessene Mutter wieder mit dem Sohn zu versöhnen.
Privat ist Nele auch hin- und hergerissen. Zum einen bedrängt sie ihr Freund Leonard Eder, endlich eine gemeinsame Wohnung im Gasthaus seiner Eltern Therese und Josef Eder einzurichten, in dem er auch als Koch arbeitet. Auf der anderen Seite sind da die Avancen ihres Kollegen, des Rudertrainers David Marr, der Nele in einer sehr privaten Angelegenheit um Rat bittet.

### Folge 4 – Dabei sein ist alles
Auf Schloss Bergbrunn ist es „eng“ geworden. Schulleiterin Gitta Engel wird deshalb zur Auslese angehalten, bei der nur noch die Top-Schüler übrig bleiben sollen. Außenseiterin Inna Prugowa steht ganz oben auf der Liste. Die junge Russin kleidet sich gern extravagant und versorgt die Schülerschaft immer wieder mal mit hochprozentigem Alkohol, was diese aber wiederum, gemessen an Innas Beliebtheit, nicht honoriert. Auch bei der Lehrerschaft hat sie keine Befürworter, einzig Sozialpädagogin Nele Seitz ist auf ihrer Seite und legt ein gutes Wort für die Problemschülerin ein.
Auch der junge Ruderer Richard Hirschberg bereitet Nele Probleme. Von schier unerreichbaren Ambitionen getrieben, trainiert er heimlich im eiskalten Schmelzwasser mit seinem Kajak und zieht sich dabei einen fiebrigen Infekt zu. Aber selbst das hält ihn nicht vom Training ab, bis er schließlich einen Zusammenbruch erleidet und das Ganze ans Licht kommt. Sein Trainer David Marr macht sich deshalb schwere Vorwürfe, Richard möglicherweise die falschen Ziele vermittelt zu haben.
Gitta Engel beschäftigen derweil aber private Probleme wesentlich mehr. Der Verwaltungsrat unterstellt ihr, ein Liebesverhältnis zu ihrer Kollegin Uschi Simmer zu unterhalten. Und tatsächlich liebt die Rektorin eine Frau, allerdings Ruth Limke, Mutter der begnadeten Beachvolleyballerin Katharina Limke, die sich um einen Internatsplatz auf Bergbrunn beworben hat und deren Erfolgsaussichten aus sportlicher Sicht demzufolge nicht schlecht stehen.
Natürlich fürchtet Gitta Engel in Summe dessen um ihre Stellung, aber ihr wird auch schnell bewusst, dass eigentlich nur sie als Leiterin und Vorbild den Schülern Richtung und Werte vorgeben kann. Kritisch hinterfragt sie sich selbst, ob sie Ausgrenzung tolerieren kann und will. Auch die Lehrerschaft muss sich spätestens dann dieser Frage stellen, als Inna von einigen Schülern nachts zu einer Fake-Party in den Wald geschickt wird und sich dort verläuft – steht Bergbrunn wirklich diese Art des Miteinanders?
In Sachen Nele weiß David momentan nicht, woran er ist. Zwar geht ihm der erste Kuss zwischen beiden nicht aus dem Kopf, dennoch blieb dieser intime Moment unbeantwortet und gefolgt von Stille und Verwirrung. Er überlegt deshalb, das Internat zu verlassen und zu seiner Tochter nach Kopenhagen zu ziehen. Nele kann ihn aber davon abbringen und bricht deshalb auch die Beziehung zu Leonard ab.
Frustriert und infolgedessen lässt sich Leonard von seinem Vater Josef Eder um den Finger wickeln. Der hat nämlich herausgefunden, dass Leonard das Schloss erben wird, falls Gitta Engel bis zu ihrem 50. Geburtstag kinderlos bleibt.

### Folge 5 – Sehtest
Die Beachvolleyballerinnen haben die Chance auf einen Sponsor. Wenn das klappt, soll Julius Brink der neue Trainer werden.
Allerdings soll dafür die neue Spielerin Katharina Limke mit Lucie zusammenspielen und somit die Teams neu gemischt werden, weshalb es einige Meinungsverschiedenheiten innerhalb des Teams gibt. Auch die Trainerin Bianca, die eigentlich Leichtathletin ist, ist nicht sonderlich erfreut. Die Beachvolleyballerinnen wollen aber unbedingt einen neuen Trainer, denn sonst muss die Volleyballabteilung abgeschafft werden. Jedoch sorgen nicht nur die Teams, sondern auch die Outfits für Empörung. Die beiden Mädchen sollen lediglich in Bikinihose und -oberteil spielen. Das hält vor allem Lucies eigentliche Partnerin Juli für sexistisch, weshalb sie das Wort „Sehtest“ auf Lucies Bikinihose drucken lässt.
Obwohl Lucie und Katharina das Spiel, das die Sponsoren überzeugen soll, verlieren, sagen diese zu, sodass Julius Brink den Trainerposten annimmt und die Beachvolleyballabteilung weiter bestehen kann.
Währenddessen verlieren die Jungs gegen die Mädchen beim Berglauf. Trotzdem bandelt Amir mit Inna an, die gewonnen hat, kommt aber nicht damit klar, dass die anderen sich über seinen Verlust lustig machen. Inna tritt schließlich der Breakdance-Gruppe bei, in der er auch ist.
Nele muss sich nicht nur beruflich, sondern auch privat mit Problemen auseinandersetzen. Leonard hat die Überwachungskameras so eingerichtet, dass sie auf Neles Haus zeigen, weil er nicht über die Trennung hinwegkommt. Nele hat unterdessen einige Probleme mit David.
Aber auch die Beachvolleyballerin Katharina macht Nele Sorgen, denn sie hat Narben an ihrem Unterarm. Es stellt sich jedoch heraus, dass sie damit ihre Mutter verletzen wollte, da diese sich von ihrem Vater getrennt und mit ihr nach Salzburg gezogen ist. Der Grund dafür ist Gitta, die es langsam nicht mehr aushält ihre Beziehung zu Ruth zu verstecken, weil sie keine Lügen mehr erzählen will. Als Gitta Katharina das nach einem Zwischenfall offenbart, ist sie jedoch wider Ruths Erwarten nicht sauer auf ihre Mutter, sondern möchte sie unterstützen. Dennoch hätte sie es besser gefunden, Ruth hätte ihr erzählt, dass sie sich in eine Frau verliebt hat. So möchte sie aber trotzdem zurück zu ihrem Vater nach Hannover ziehen, schließlich wollte sie eigentlich nie von dort wegziehen. Auch Grund dafür ist die drohende Schließung der Beachvolleyballabteilung. Jedoch kann Katharina dazu verleitet werden zu bleiben, als sie erfährt, dass die Sponsoren interessiert sind, somit Julius Brink also tatsächlich der neue Trainer wird und die Beachvolleyballabteilung weiter bestehen kann.
Etwas schwieriger ist das Problem Bianca zu lösen. Obwohl es offensichtlich ist, dass sie psychische Probleme hat, weigert sie sich zunächst, davon zu erzählen. Sonja kann aber eine Posttraumatische Belastungsstörung feststellen. Nele nimmt sich Bianca an und auf einigen ihrer Zeichnungen erkennen sie, dass Bianca früher Turnerin war, mit fünfzehn sogar deutsche Meisterin, sie aber irgendwas dazu bewegt haben muss, aufzuhören. Bianca erzählt Nele schließlich, dass sie von ihrem damaligen Trainer sexuell missbraucht und mit vierzehn vergewaltigt wurde. Sie begibt sich schließlich in Therapie und zeigt sich nach anfänglichem Zögern mutwillig mit anderen darüber zu reden und darüber aufzuklären sowie andere Frauen, die ähnliche Erfahrungen gemacht haben und Missbrauchsopfer geworden sind, dazu zu motivieren auch gegen die Männer auszusagen und nicht alles für sich zu behalten.
Unterdessen lässt Sonja ihre Eizellen einfrieren, weil sie später unbedingt einmal Kinder haben möchte. Allerdings erzählt sie davon niemandem außer Leo etwas, nicht einmal ihrem Freund Byron.

## Besetzung
| Schauspieler           | Rollenname              | Episode | Jahre     | Bemerkungen                                                  |
| ---------------------- | ----------------------- | ------- | --------- | ------------------------------------------------------------ |
| Maya Haddad            | Nele Seitz              | 1–5     | 2019–2020 | Sozialpädagogin                                              |
| Katja Weitzenböck      | Dr. Gitta Engel         | 1–5     | 2019–2020 | Direktorin des Internats Schloss Bergbrunn                   |
| Benito Bause           | Byron Grimm             | 1–5     | 2019–2020 | Mountainbike-Trainer auf Schloss Bergbrunn                   |
| Patrick Nellessen      | Leonard Eder            | 1–5     | 2019–2020 | Gastwirt                                                     |
| Felix von Manteuffel   | Josef Eder              | 1–4     | 2019      | Halbbruder von Dr. Gitta Engel                               |
| Thomas Wenke           | Arnold Küstenmacher     | 1–5     | 2019–2020 | Ehemaliger Pächter von Josef Eder                            |
| Moritz Otto            | David Marr              | 1–5     | 2019–2020 | Freund von Nele Seitz und Rudertrainer auf Schloss Bergbrunn |
| Franziska Schlattner   | Bianca Racke            | 1–5     | 2019–2020 | Lehrerin                                                     |
| Johanna Bittenbinder   | Therese Eder            | 1–4     | 2019      |                                                              |
| Philip Noah Schwarz    | Richard Hirschberg      | 1, 4    | 2019      |                                                              |
| Anna Maria Sturm       | Dr. Sonja Bernrieder    | 1–5     | 2019–2020 |                                                              |
| Lara Waldow            | Isabelle Zieglitz       | 1       | 2019      |                                                              |
| Anna Stieblich         | Uschi Simmer            | 1–5     | 2019–2020 |                                                              |
| Lilly Forgách          | Dr. Ingeborg Paulus     | 1–2, 4  | 2019      |                                                              |
| Lukas B. Amberger      | Sebastian Racke         | 1–4     | 2019      |                                                              |
| David Baalcke          | Lorenz Lornelius        | 1       | 2019      |                                                              |
| Leon Blaschke          | Lukas Wefeld            | 1–2     | 2019      |                                                              |
| Oliver Bürgin          | Philip Hildebrandt      | 1       | 2019      |                                                              |
| Florian Fischer        | Martin Hagena           | 1, 4    | 2019      |                                                              |
| Marcus Morlinghaus     | Graf Cajetan von Stoltz | 1       | 2019      |                                                              |
| Jawad Karim Rajpoot    | Amir Fareedi            | 1, 3–5  | 2019–2020 |                                                              |
| Alicia Stefanis        | Eleni Kontou            | 1–5     | 2019–2020 |                                                              |
| Paul Triller           | Konstantin Berz         | 1, 3–4  | 2019      |                                                              |
| Paul Kaiser            | Uwe Simmer              | 1       | 2019      |                                                              |
| Thomas Limpinsel       | Dr. Gregor Berz         | 1       | 2019      |                                                              |
| Julia Stinshoff        | Marie Sellmann          | 2       | 2019      |                                                              |
| Nadja Sabersky         | Liv Sellmann            | 2       | 2019      |                                                              |
| Georg Hackl            | Georg Hackl             | 3       | 2019      | Gastauftritt                                                 |
| Paul Busche            | Ben Simmer              | 3       | 2019      |                                                              |
| Florian Schmid         | Philipp Sander          | 3–5     | 2019–2020 |                                                              |
| Vasilisa Tovstyga      | Inna Prugowa            | 3–5     | 2019–2020 |                                                              |
| Malik Schwarz-Edelmann | Felix Deiters           | 3       | 2019      |                                                              |
| Lilli Biedermann       | Sandra Brüggemann       | 3       | 2019      |                                                              |
| Axel Röhrle            | Herr Zuber              | 3       | 2019      |                                                              |
| Julia Bremermann       | Ruth Limke              | 4–5     | 2019–2020 |                                                              |
| Mitsou Jung            | Katharina Limke         | 4–5     | 2019–2020 |                                                              |
| Butz Ulrich Buse       | Quirin Teepe            | 4       | 2019      |                                                              |
| Marion Freundorfer     | Karin Darmüller         | 4       | 2019      |                                                              |
| Luiza Monteiro         | Juli Franke             | 5       | 2020      |                                                              |
| Soraya Bouabsa         | Ella Bartels            | 5       | 2020      |                                                              |
| Lilly Krug             | Lucie Albert            | 5       | 2020      |                                                              |
| Julius Brink           | Julius Brink            | 5       | 2020      | Gastauftritt                                                 |

## Episodenliste
| Nr. | Originaltitel        | Drehzeitraum              | Erstausstrahlung | Regie             | Drehbuch        | Einschaltquote |
| --- | -------------------- | ------------------------- | ---------------- | ----------------- | --------------- | -------------- |
| 1   | Die Neue             | 20.09.2018 bis 20.11.2018 | 4. April 2019    | Jakob Schäuffelen | Sven Hasselberg | 4,62 Mio.      |
| 2   | Flieg, Liv, flieg!   | 20.09.2018 bis 20.11.2018 | 11. April 2019   | Jakob Schäuffelen | Anna Tebbe      | 3,75 Mio.      |
| 3   | Wir sind anders      | 03.04.2019 bis 31.05.2019 | 10. Oktober 2019 | Andi Niessner     | Anna Tebbe      | 3,04 Mio.      |
| 4   | Dabei sein ist alles | 03.04.2019 bis 31.05.2019 | 17. Oktober 2019 | Andi Niessner     | Anna Tebbe      | 2,74 Mio.      |
| 5   | Sehtest              | 08.10.2019 bis 06.11.2019 | 30. Juli 2020    | Dirk Regel        | Anna Tebbe      | 2,6 Mio.       |

## Rezeption

### Kritik
„Die neue ZDF-Reihe […] wirkt wie das Ergebnis eines Brainstormings: Was sind die Erfolgskomponenten der Reihen über Helferinnen mit Herz, welche Aspekte könnten ergänzt werden, was gab es noch nicht? Zum Beispiel eine Sozialpädagogin … und ein Internat.“
„[…] eine weitere jener Donnerstagsreihen, in denen das ZDF eine Helferin mit Herz in Oberbayern agieren lässt; dort scheint das Klima für Menschen mit sozialer Ader besonders günstig zu sein […] Nele Seitz (Maya Haddad) ist Sozialpädagogin; dieser Beruf fehlte noch im Reigen der überwiegend medizinisch geprägten Helferreihen.“
– Tilmann P. Gangloff auf Tittelbach.tv
„Viel Wortgeklingel, das auch die schlecht ausgedachten Konflikte und noch schlechter erzählten Szenen dominiert […] Leider wird es mit den klischierten Figuren zwischen harter Sportschule und idyllischem Landleben in der zweiten Folge […] nicht besser“
– TV Spielfilm zu den Folgen 1 und 2
„Das ZDF bleibt donnerstags den Bergen treu und startet […] eine neue Reihe. Die könnte zwar frischen Wind in das Genre bringen, bewegt sich aber trotzdem lieber auf bekannten Pfaden.“
– Alexander Krei auf DWDL.de
„Wiesengrün und blanker Ehrgeiz“
„[…] Zumindest scheint es ein gutes Funknetz bis an die letzte Milchkanne heran zu geben.“
„Wie diese Institution, ihre Figuren, Konflikte, Potenziale und Schrulligkeiten vorgestellt werden, das ist alles andere als übersichtlich, heimelig, augenzwinkernd, wie man das aus mancher anderen Serie kennt. Man muss sich etliches aus Dialogfetzen und Andeutungen zusammenbauen, während anderes behäbig erklärt wird. Hier soll wohl eine jüngere Zielgruppe mit anderen Erfahrungen und Serienerwartungen angesprochen werden, ohne das ältere, den aufgefrischten Heimatfilm suchende Publikum zu enttäuschen. Und das geht im ‚Berginternat‘ noch gar nicht recht zusammen.“
– Thomas Klingenmaier auf stuttgarter-zeitung.de